# Barlest
Barlest [baʁlɛst] est une commune française située dans l'ouest du département des Hautes-Pyrénées, en région Occitanie. Sur le plan historique et culturel, la commune est de l’ancien comté de Bigorre, comté historique des Pyrénées françaises et de Gascogne.
Exposée à un climat océanique altéré, elle est drainée par l'Ousse et par divers autres petits cours d'eau. La commune possède un patrimoine naturel remarquable composé d'une zone naturelle d'intérêt écologique, faunistique et floristique.
Barlest est une commune rurale qui compte 320 habitants en 2022. Elle fait partie de l'aire d'attraction de Lourdes. Ses habitants sont appelés les Barlésiens ou  Barlésiennes.

## Géographie

### Localisation
La commune de Barlest se trouve dans le département des Hautes-Pyrénées, en région Occitanie.
Elle se situe à 16 km à vol d'oiseau de Tarbes, préfecture du département, à 16 km d'Argelès-Gazost, sous-préfecture, et à 7 km de Lourdes, bureau centralisateur du canton de Lourdes-1 dont dépend la commune depuis 2015 pour les élections départementales.
La commune fait en outre partie du bassin de vie de Pontacq.
Les communes les plus proches sont : 
Loubajac (2,1 km), Lamarque-Pontacq (3,5 km), Poueyferré (3,6 km), Pontacq (4,3 km), Bartrès (4,7 km), Saint-Vincent (4,8 km), Adé (5,6 km), Peyrouse (5,6 km).
Sur le plan historique et culturel, Barlest fait partie de l’ancien comté de Bigorre, comté historique des Pyrénées françaises et de Gascogne créé au IXe siècle puis rattaché au domaine royal en 1302, inclus ensuite au comté de Foix en 1425 puis une nouvelle fois rattaché au royaume de France en 1607. La commune est dans le pays de Tarbes et de la Haute Bigorre.
Barlest est limitrophe de quatre autres communes dont Bartrès à l'est sur une cinquantaine de mètres.
|         | Lamarque-Pontacq |                    |
| Lourdes | Barlest          | Bartrès (sur 50 m) |
|         | Loubajac         |                    |

### Hydrographie
La commune est dans le bassin de l'Adour, au sein du bassin hydrographique Adour-Garonne. Elle est drainée par l'Ousse, le Bédat et par deux petits cours d'eau, constituant un réseau hydrographique de 5 km de longueur totale,.
L'Ousse, d'une longueur totale de 42,4 km, prend sa source dans la commune de Bartrès et s'écoule du sud vers le nord. Il traverse la commune et se jette dans le gave de Pau à Gelos, après avoir traversé 19 communes.

### Climat
Le climat est tempéré de type océanique, en raison de l'influence proche de l'Océan Atlantique situé à peu près 150 km plus à l'ouest. La proximité des Pyrénées fait que la commune profite d'un effet de foehn, il peut aussi y neiger en hiver, même si cela reste inhabituel.
| Mois                              | jan.  | fév.  | mars  | avril | mai   | juin  | jui.  | août  | sep.  | oct.  | nov.  | déc.  | année   |
| --------------------------------- | ----- | ----- | ----- | ----- | ----- | ----- | ----- | ----- | ----- | ----- | ----- | ----- | ------- |
| Température minimale moyenne (°C) | 0,6   | 1,3   | 2,7   | 5,2   | 8,3   | 11,6  | 14,1  | 13,9  | 11,7  | 8     | 3,6   | 1,3   | 6,9     |
| Température moyenne (°C)          | 5,3   | 6,1   | 7,8   | 10    | 13,3  | 16,7  | 19,3  | 19    | 17,2  | 13,3  | 8,5   | 5,8   | 11,9    |
| Température maximale moyenne (°C) | 9,9   | 11    | 12,9  | 14,8  | 18,3  | 21,7  | 24,5  | 24    | 22,6  | 18,6  | 13,4  | 10,4  | 16,8    |
| Ensoleillement (h)                | 108,8 | 118,8 | 155,6 | 157,2 | 181,3 | 191,5 | 215,5 | 196,4 | 194,5 | 164,4 | 124,4 | 104,4 | 1 912,8 |
| Précipitations (mm)               | 112,8 | 97,5  | 100,2 | 105,7 | 113,6 | 80,7  | 57,3  | 70,3  | 71    | 85,2  | 93    | 112,1 | 1 099,4 |

## Urbanisme

### Typologie
Au 1er janvier 2024, Barlest est catégorisée commune rurale à habitat dispersé, selon la nouvelle grille communale de densité à sept niveaux définie par l'Insee en 2022.
Elle est située hors unité urbaine. Par ailleurs la commune fait partie de l'aire d'attraction de Lourdes, dont elle est une commune de la couronne,. Cette aire, qui regroupe 45 communes, est catégorisée dans les aires de moins de 50 000 habitants,.

### Occupation des sols
L'occupation des sols de la commune, telle qu'elle ressort de la base de données européenne d’occupation biophysique des sols Corine Land Cover (CLC), est marquée par l'importance des territoires agricoles (74,8 % en 2018), une proportion identique à celle de 1990 (74,8 %). La répartition détaillée en 2018 est la suivante : 
zones agricoles hétérogènes (38,5 %), terres arables (36,3 %), forêts (25,2 %).
L'IGN met par ailleurs à disposition un outil en ligne permettant de comparer l’évolution dans le temps de l’occupation des sols de la commune (ou de territoires à des échelles différentes). Plusieurs époques sont accessibles sous forme de cartes ou photos aériennes : la carte de Cassini (XVIIIe siècle), la carte d'état-major (1820-1866) et la période actuelle (1950 à aujourd'hui).

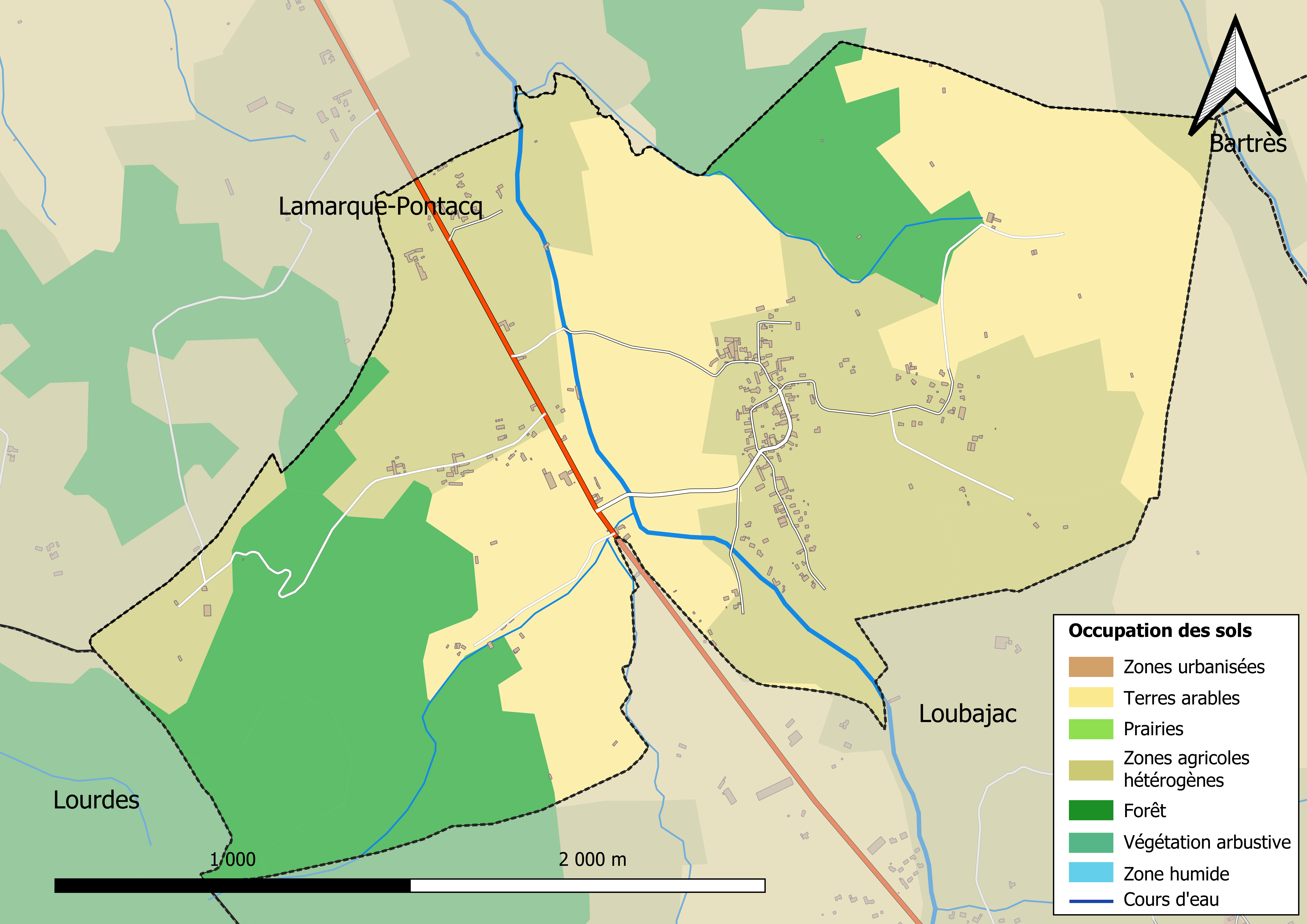
Carte des infrastructures et de l'occupation des sols en 2018 (CLC) de la commune.
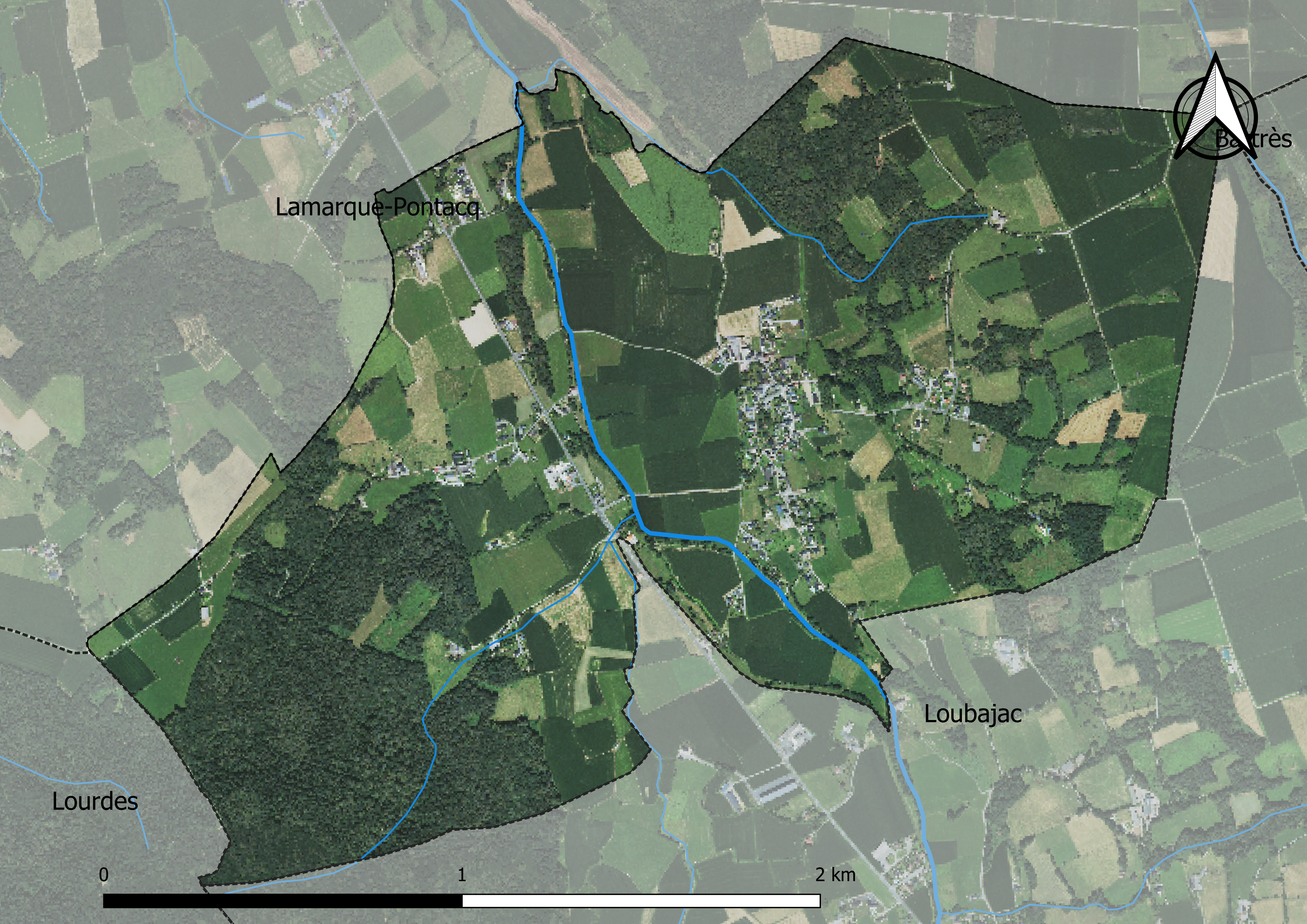
Carte orthophotogrammétrique de la commune.

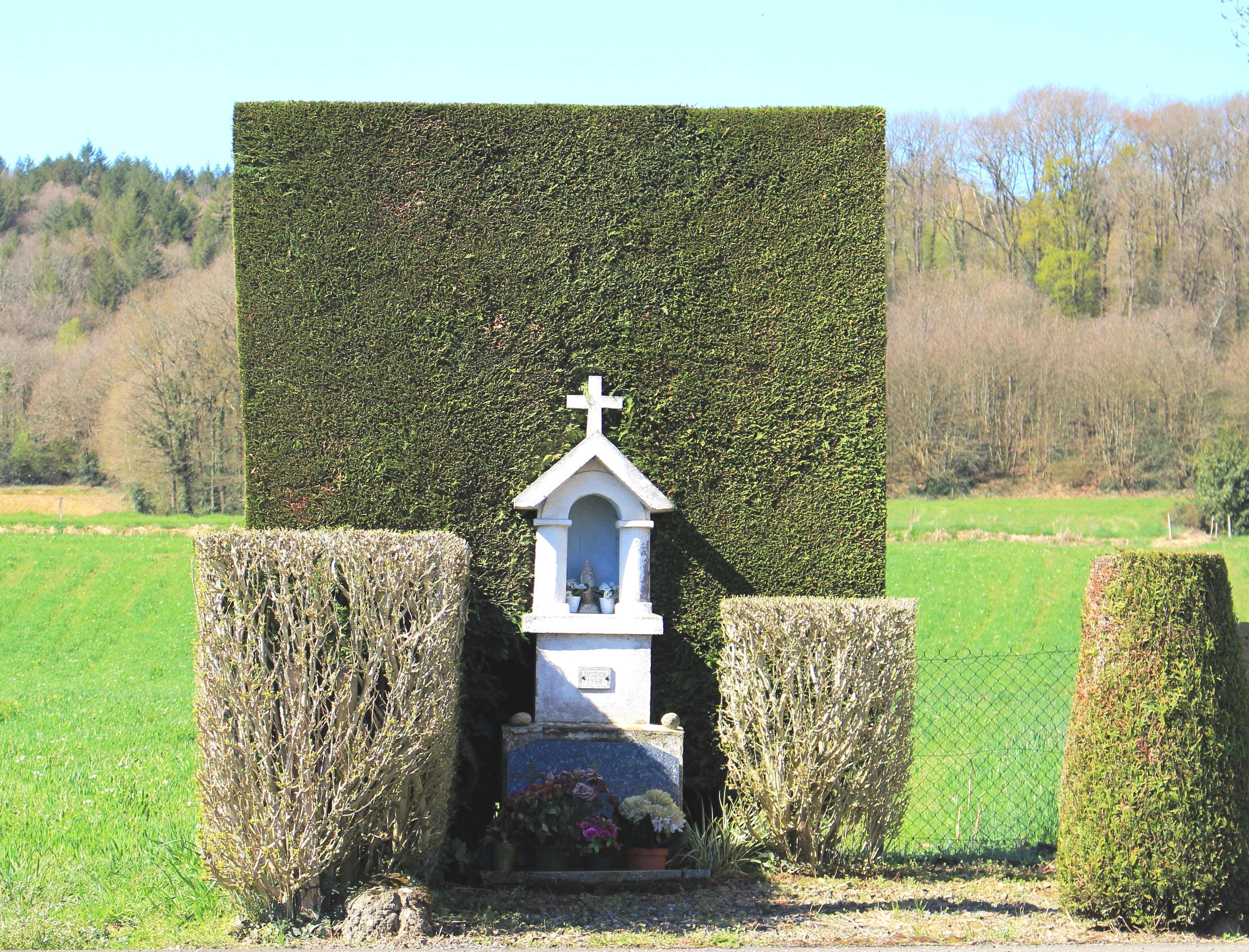
L’ oratoire.

### Logement
En 2012, le nombre total de logements dans la commune est de 116.

Parmi ces logements, 90.5  % sont des résidences principales, 5.2 % des résidences secondaires et  4.3 % des logements vacants.

### Voies de communication et transports
Cette commune est desservie par la route départementale D 940 et par la route départementale D 150.

### Risques majeurs
Le territoire de la commune de Barlest est vulnérable à différents aléas naturels : météorologiques (tempête, orage, neige, grand froid, canicule ou sécheresse), feux de forêts, mouvements de terrains et séisme (sismicité moyenne). Il est également exposé à un risque technologique,  le transport de matières dangereuses. Un site publié par le BRGM permet d'évaluer simplement et rapidement les risques d'un bien localisé soit par son adresse soit par le numéro de sa parcelle.

#### Risques naturels
Barlest est exposée au risque de feu de forêt. Un plan départemental de protection des forêts contre les incendies a été approuvé par arrêté préfectoral le 21 avril 2020 pour la période 2020-2029. Le précédent couvrait la période 2007-2017. L’emploi du feu est régi par deux types de réglementations. D’abord le code forestier et l’arrêté préfectoral du 27 octobre 2014, qui réglementent l’emploi du feu à moins de 200 m des espaces naturels combustibles sur l’ensemble du département. Ensuite celle établie dans le cadre de la lutte contre la pollution de l’air, qui interdit le brûlage des déchets verts des particuliers. L’écobuage est quant à lui réglementé dans le cadre de commissions locales d’écobuage (CLE)

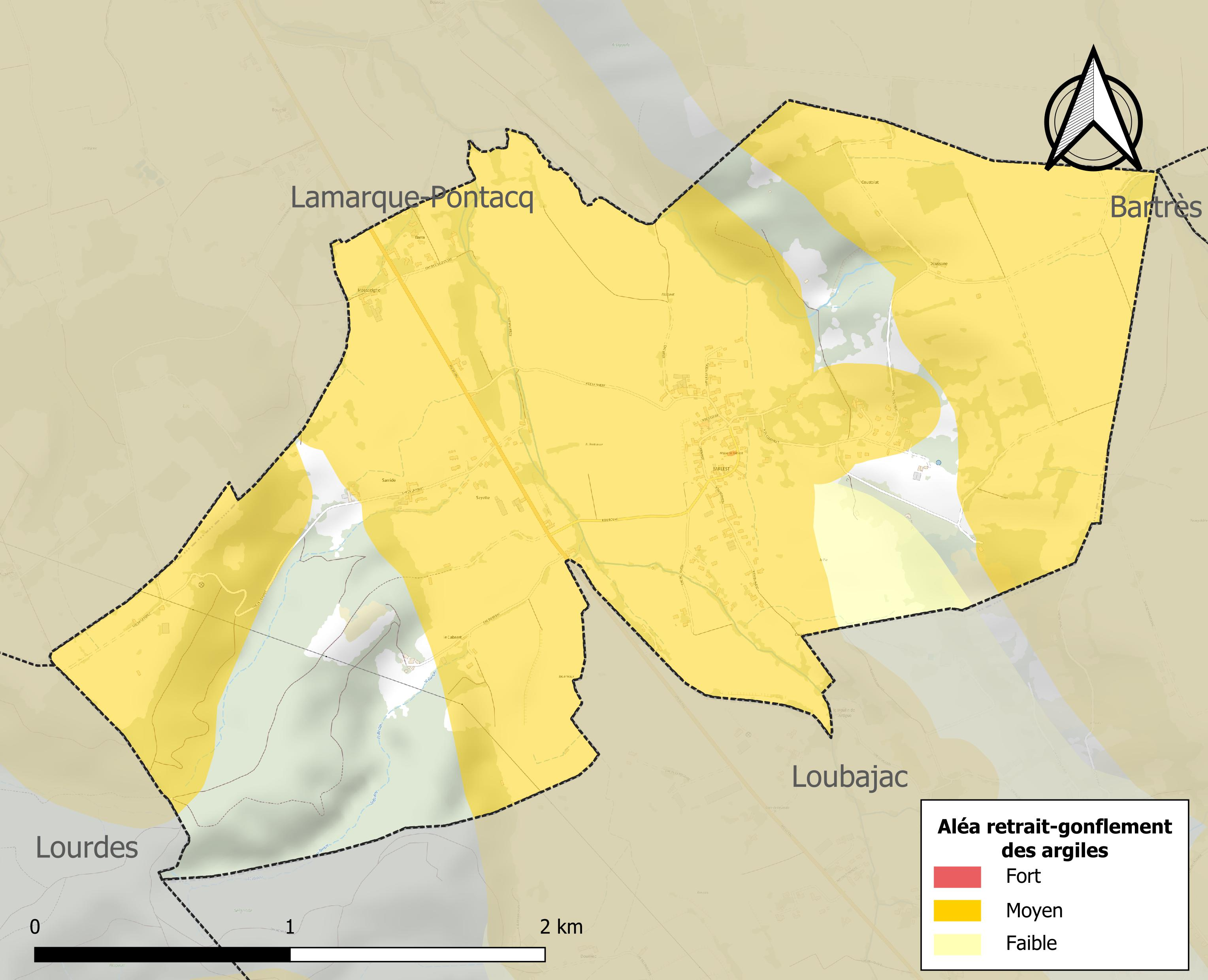
Carte des zones d'aléa retrait-gonflement des sols argileux de Barlest.

Les mouvements de terrains susceptibles de se produire sur la commune sont des tassements différentiels.
Le retrait-gonflement des sols argileux est susceptible d'engendrer des dommages importants aux bâtiments en cas d’alternance de périodes de sécheresse et de pluie. 76,9 % de la superficie communale est en aléa moyen ou fort (44,5 % au niveau départemental et 48,5 % au niveau national). Sur les 113 bâtiments dénombrés sur la commune en 2019, 110 sont en aléa moyen ou fort, soit 97 %, à comparer aux 75 % au niveau départemental et 54 % au niveau national. Une cartographie de l'exposition du territoire national au retrait gonflement des sols argileux est disponible sur le site du BRGM,.
Par ailleurs, afin de mieux appréhender le risque d’affaissement de terrain, l'inventaire national des cavités souterraines permet de localiser celles situées sur la commune.
La commune a été reconnue en état de catastrophe naturelle au titre des dommages causés par les inondations et coulées de boue survenues en 1982, 1999 et 2009. Concernant les mouvements de terrains, la commune a été reconnue en état de catastrophe naturelle au titre des dommages causés par des mouvements de terrain en 1999.

#### Risque technologique
Le risque de transport de matières dangereuses sur la commune est lié à sa traversée par une canalisation de transport d'hydrocarbures. Un accident se produisant sur une telle infrastructure est susceptible d’avoir des effets graves sur les biens, les personnes ou l'environnement, selon la nature du matériau transporté. Des dispositions d’urbanisme peuvent être préconisées en conséquence.

## Toponymie
On trouvera les principales informations dans le Dictionnaire toponymique des communes des Hautes-Pyrénées de Michel Grosclaude et Jean-François Le Nail qui rapporte les dénominations historiques du village :
Dénominations historiques :
- in Barlesto, latin (milieu XIe siècle, cartulaire de Saint-Pé ; etc.) ;
- Barlest, (entre 1232 et 1266, ibid. ; XIIIe siècle, ibid.) ;
- A Barllest, (v. 1200-1230, cart. de Bigorre Pau 1, f° 29 v°) ;
- De Barlesto, latin (1342, pouillé de Tarbes ; 1379, procuration Tarbes) ;
- Barlest, (1429, censier de Bigorre ; 1541, ADPA, B 1010).

Nom occitan : Barlest.

## Histoire

### Cadastre napoléonien de Barlest
Le plan cadastral napoléonien de Barlest est consultable sur le site des archives départementales des Hautes-Pyrénées.

## Politique et administration

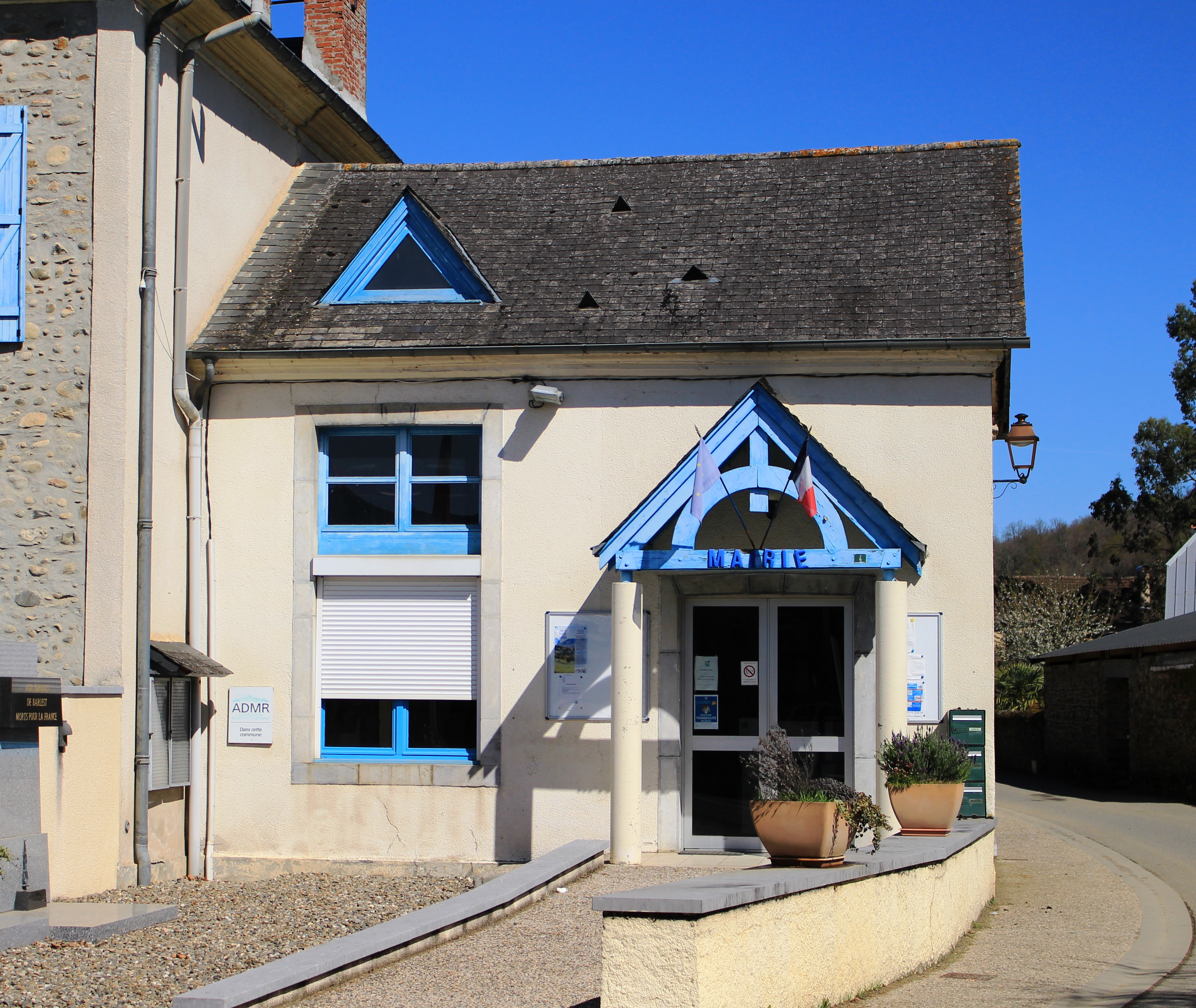
La mairie en 2018.

### Liste des maires
| Période                                  | Période   | Identité           | Étiquette | Qualité     |
| ---------------------------------------- | --------- | ------------------ | --------- | ----------- |
| Les données manquantes sont à compléter. |           |                    |           |             |
|                                          |           |                    |           |             |
| mars 1976                                | mars 2001 | Romain Cassou      |           |             |
| mars 2001                                | en cours  | Francis Lafon-Puyo | DVD       | Agriculteur |

### Rattachements administratifs et électoraux

#### Historique administratif
Pays et sénéchaussée de Bigorre, quarteron de Lourdes, canton de  Saint-Pé (1790), de Lourdes (1801), Saint-Pé-de-Bigorre (depuis 1802).

#### Intercommunalité
Barlest appartient à la Communauté d'agglomération Tarbes-Lourdes-Pyrénées créée en janvier 2017 et qui réunit 86 communes.

## Population et société

### Démographie

#### Évolution démographique

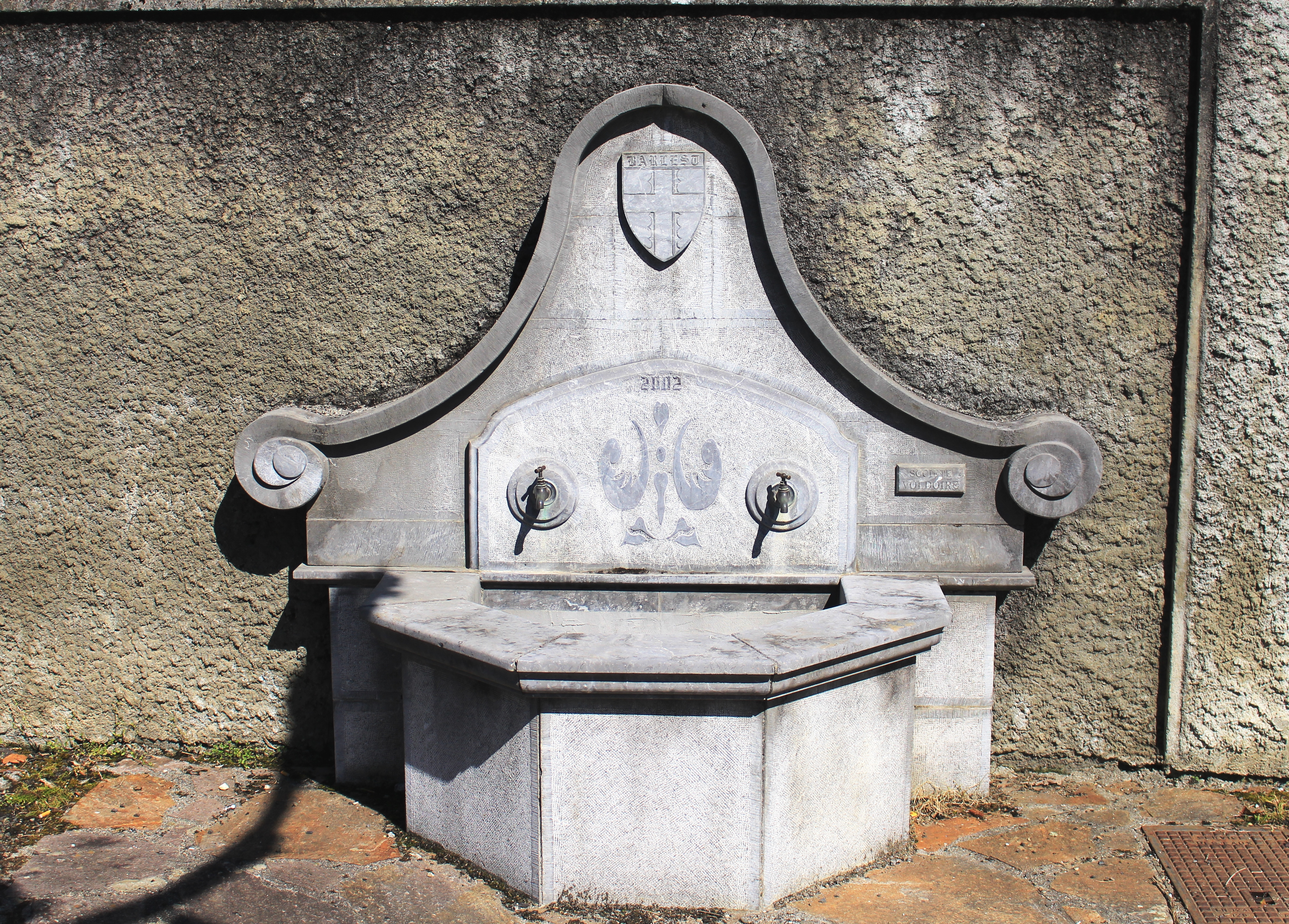
La fontaine.

| 1793 | 1800 | 1806 | 1821 | 1831 | 1836 | 1841 | 1846 | 1851 |
| ---- | ---- | ---- | ---- | ---- | ---- | ---- | ---- | ---- |
| 307  | 209  | 329  | 371  | 411  | 430  | 405  | 410  | 400  |

| 1856 | 1861 | 1866 | 1872 | 1876 | 1881 | 1886 | 1891 | 1896 |
| ---- | ---- | ---- | ---- | ---- | ---- | ---- | ---- | ---- |
| 363  | 368  | 380  | 378  | 372  | 345  | 320  | 300  | 291  |

| 1901 | 1906 | 1911 | 1921 | 1926 | 1931 | 1936 | 1946 | 1954 |
| ---- | ---- | ---- | ---- | ---- | ---- | ---- | ---- | ---- |
| 288  | 313  | 300  | 272  | 276  | 253  | 245  | 198  | 220  |

| 1962 | 1968 | 1975 | 1982 | 1990 | 1999 | 2006 | 2007 | 2012 |
| ---- | ---- | ---- | ---- | ---- | ---- | ---- | ---- | ---- |
| 216  | 187  | 198  | 206  | 233  | 223  | 248  | 251  | 286  |

| 2017 | 2022 | - | - | - | - | - | - | - |
| ---- | ---- | - | - | - | - | - | - | - |
| 290  | 320  | - | - | - | - | - | - | - |

### Enseignement
La commune dépend de l'académie de Toulouse. Elle ne dispose plus d'école en 2016.

## Économie

### Revenus
En 2018, la commune compte 117 ménages fiscaux, regroupant 310 personnes. La médiane du revenu disponible par unité de consommation est de 20 860 € (20 420 € dans le département).

### Emploi
|                | 2008  | 2013  | 2018  |
| -------------- | ----- | ----- | ----- |
| Commune        | 8,9 % | 2,7 % | 7,1 % |
| Département    | 7,7 % | 9,4 % | 9,8 % |
| France entière | 8,3 % | 10 %  | 10 %  |

En 2018, la population âgée de 15 à 64 ans s'élève à 168 personnes, parmi lesquelles on compte 81,1 % d'actifs (74 % ayant un emploi et 7,1 % de chômeurs) et 18,9 % d'inactifs,. En  2018, le taux de chômage communal (au sens du recensement) des 15-64 ans est inférieur à celui de la France et du département, alors qu'en 2008 la situation était inverse.
La commune fait partie de la couronne de l'aire d'attraction de Lourdes, du fait qu'au moins 15 % des actifs travaillent dans le pôle,. Elle compte 17 emplois en 2018, contre 30 en 2013 et 45 en 2008. Le nombre d'actifs ayant un emploi résidant dans la commune est de 126, soit un indicateur de concentration d'emploi de 13,5 % et un taux d'activité parmi les 15 ans ou plus de 62,7 %.
Sur ces 126 actifs de 15 ans ou plus ayant un emploi, 15 travaillent dans la commune, soit 12 % des habitants. Pour se rendre au travail, 91,3 % des habitants utilisent un véhicule personnel ou de fonction à quatre roues et 8,7 % n'ont pas besoin de transport (travail au domicile).

## Culture locale et patrimoine

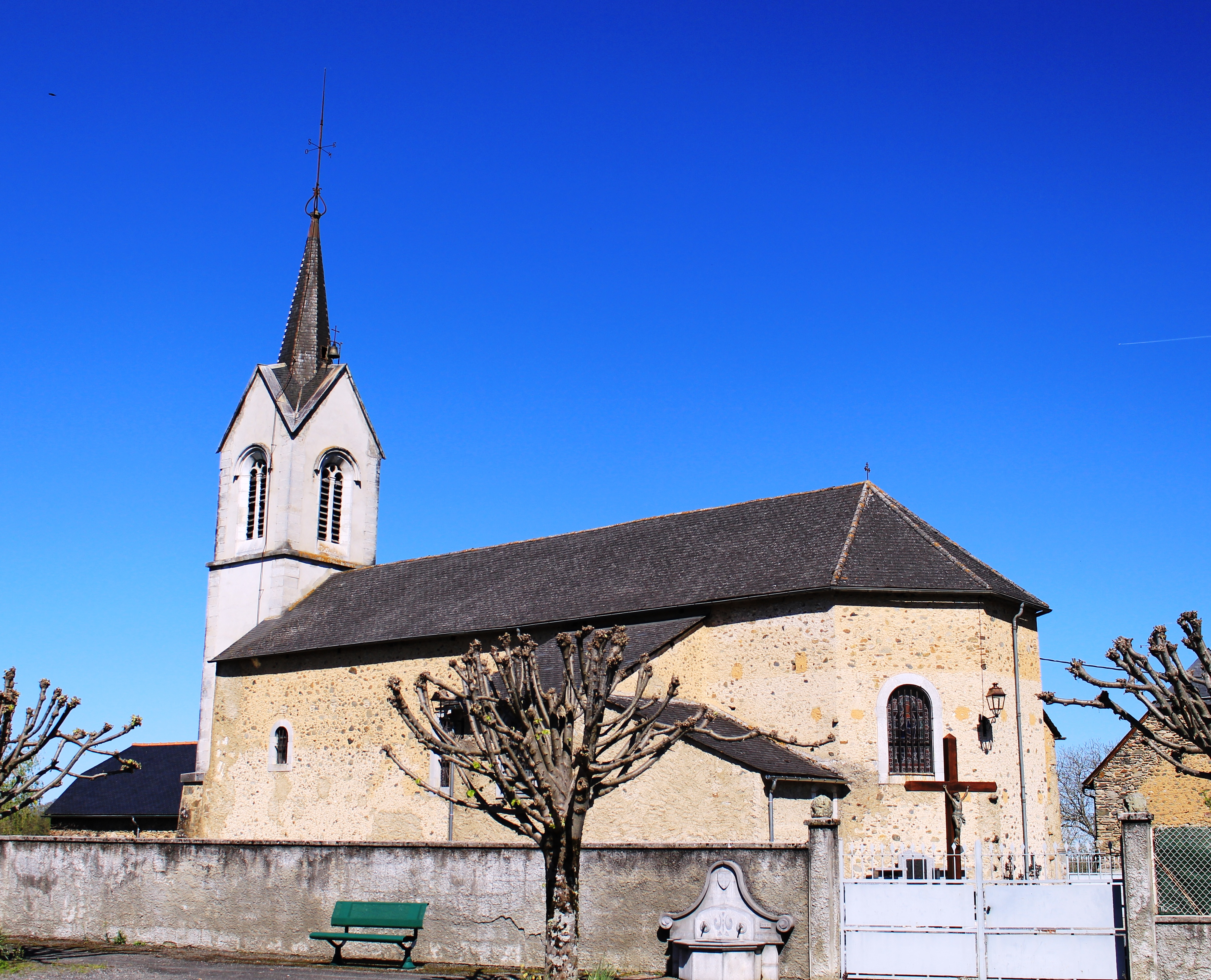
L'église Saint-Martin en 2018.

### Lieux et monuments

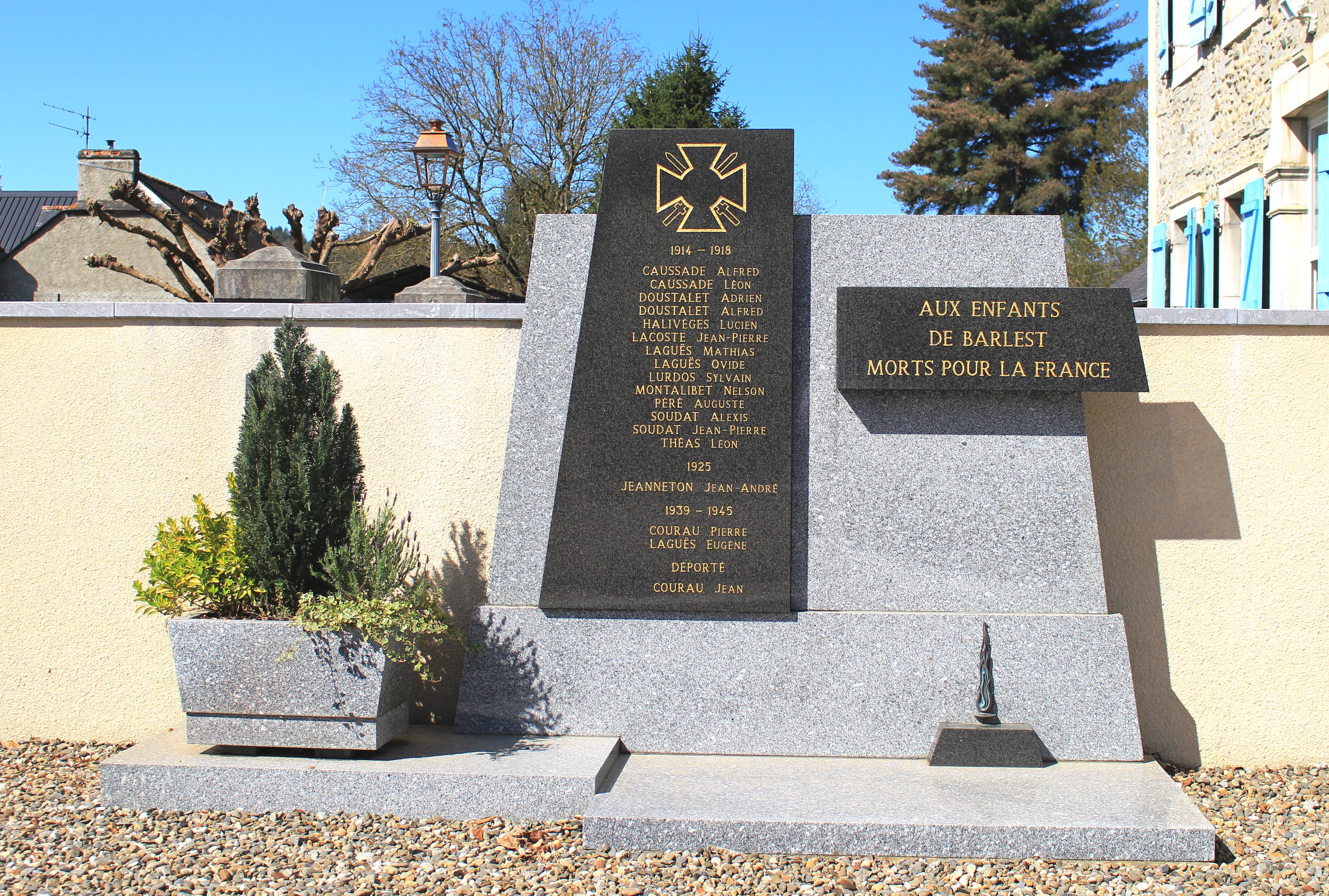
Le monument aux morts municipal.

- Église Saint-Martin de Barlest.

### Héraldique
| Blason | Blasonnement : d'azur au pal engrêlé d'argent, à la croix du même brochant sur le tout. Commentaires : vérifié auprès de la mairie. |

Sélection de vues de l'église Saint-Martin.
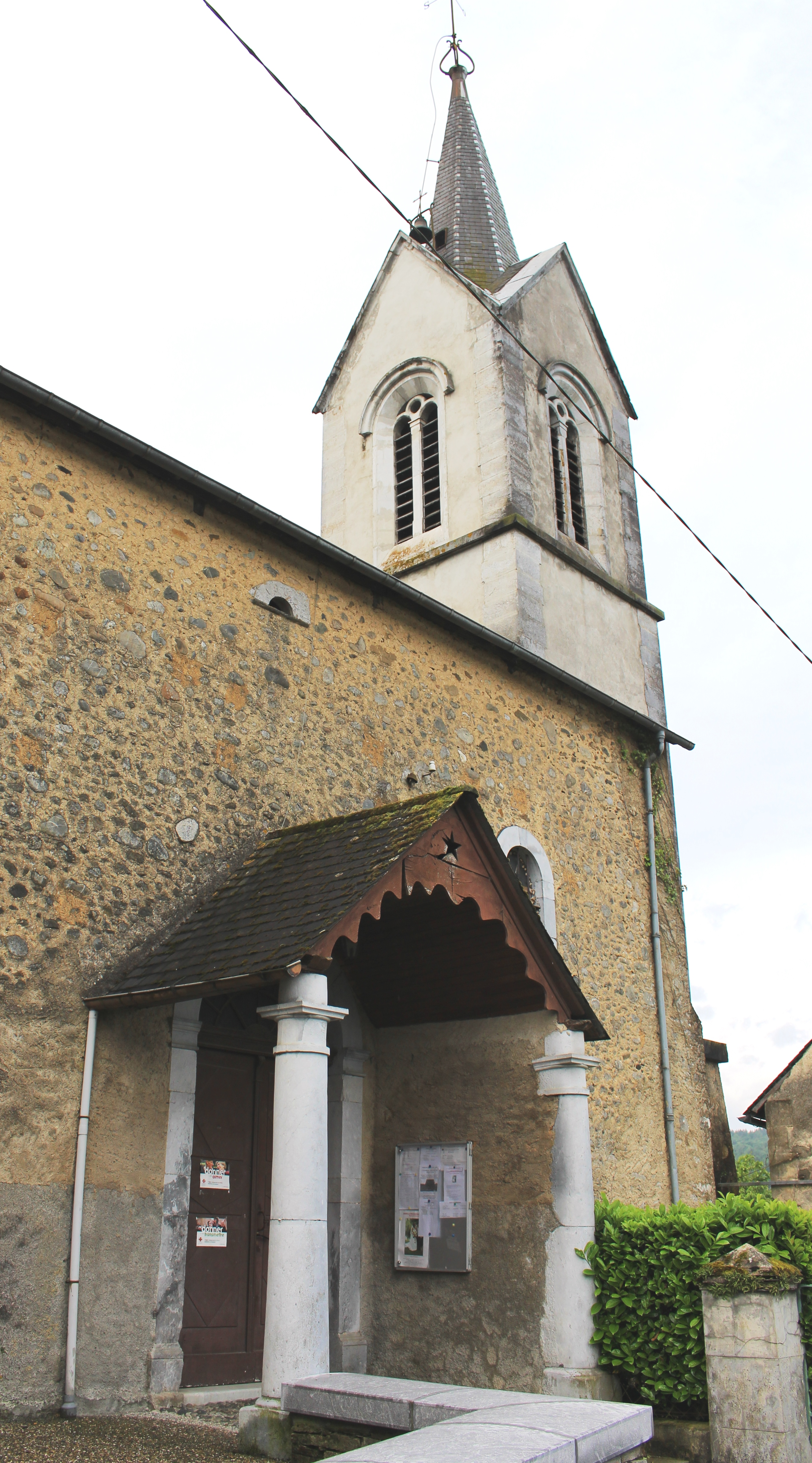
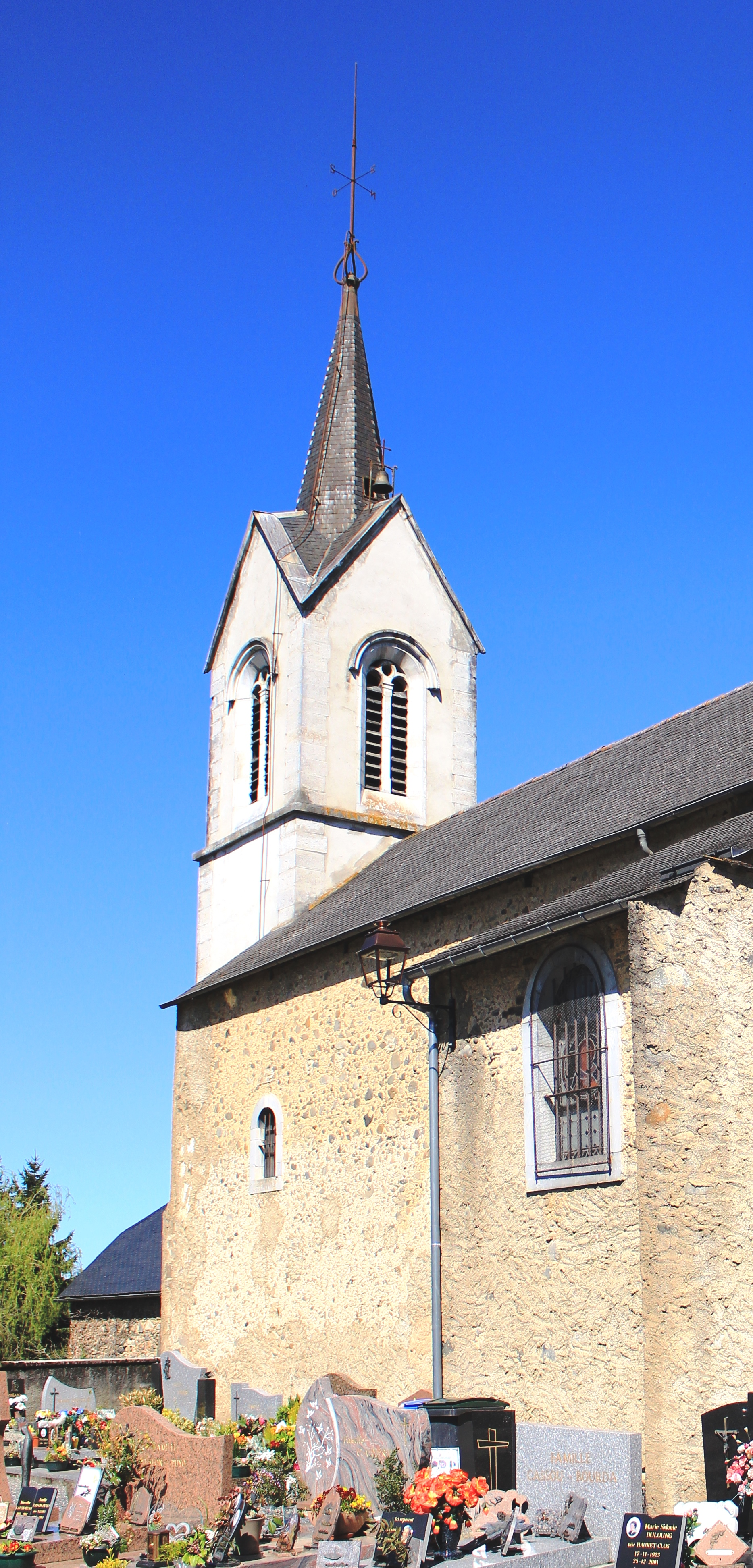